# Nøgensnegle
Nøgensneglene (Nudibranchia), udgør den største orden af baggællesneglene. Nøgensneglene omfatter mere end 3.000 arter. Nøgensneglene er havsnegle, hvor den voksne form hverken har skal eller hus. Navnet nudibranchia hentyder til at sneglenes gæller sidder frit som en busket gevækst på bagkroppen. Nøgensneglene har to tentakler placeret på hovedet, som bruges til at smage, føle og lugte med. Kropsformen varierer kraftigt, og størrelsen kan variere fra 4 mm til 60 cm. Sneglene er hermafroditer, men kan ikke befrugte sig selv. De er kødædende. Nogle lever af svampe, andre af hydroider eller bryozoer. Der findes også grupper der spiser tunicater og rurer, og nogle er ligefrem kannibaler. Nøgensneglene forekommer over hele verden på store dybder, men de opnår den største arts-variation i varme lavvandede områder.
Nøgensnegle omfatter nogle af de mest farverige arter på kloden. Fordi nøgensneglene igennem evolutionen har mistet deres hus er de afhængige af andre forsvarsmekanismer: Farvemønstre, der virker som camouflage overfor for fisk, eller som skræmmer rovdyr ved at foregive at sneglen er giftig eller ildesmagende. På grund af deres farver og deres manglende evne til at flygte er nøgensnegle et populært motiv for undervandsfotografer.

## Eksterne links
- Nøgensnegle i Danmark Indeholder beskrivelser af de arter, der lever i Danmark
- Glimrende, men noget gammeldags taxonomy Arkiveret 3. november 2005 hos  Wayback Machine
- sea slug forum har mange billeder og spændende informationer
- Nøgen snegl stjæler gener fre alger. Videnskab.dk